# Dream of Fair to Middling Women
Dream of Fair to Middling Women est le premier roman de Samuel Beckett. Commencé en 1931 en Irlande, il a été achevé en 1932 à Paris, puis proposé à différents éditeurs qui le refusent. Beckett renonce à le publier puis rejette cette œuvre de jeunesse qui ne sera publiée qu'en 1992 après sa mort. Le titre joue sur la polysémie du mot anglais fair : A Dream of Fair Women (en) (Un rêve de belles femmes) est le titre d'un poème d'Alfred Tennyson, tandis que fair to middling (en) (de moyen à passable) est une expression employée à l'origine dans le négoce de produits agricoles.